# Kloster Bischofsheim
Das Kloster Bischofsheim  ist ein ehemaliges Kloster der Franziskaner-Observanten in Bischofsheim in Bayern (Diözese Würzburg).

## Geschichte
Der seit dem 17. Jahrhundert so benannte Kreuzberg (vorher Aschberg) bei Bischofsheim war seit dem 7. Jahrhundert ein Ort, an dem das Kreuz Jesu verehrt wurde. Nach Unterbrechungen durch Reformation, Bauernkriege und Dreißigjährigen Krieg berief Fürstbischof Johann Philipp von Schönborn 1644 den Franziskanerpater Johannes Faber aus dem Kloster Dettelbach zum ersten ständigen Seelsorger auf dem Kreuzberg. 1646 entstand in Bischofsheim neben dem Pfarrhof ein Kloster mit sechs Brüdern. Es gehörte zur Bayerischen Kustodie der Straßburger Franziskanerprovinz. Wegen der florierenden Wallfahrt entspann sich ein Streit zwischen zwei benachbarten Ordensprovinzen um das Kloster: 1665 erreichte die Thüringische Provinz, dass der Fürstbischof die Straßburger Provinz zwang, ihr Kloster und Wallfahrt zu überlassen, 1676, unter Fürstbischof Peter Philipp von Dernbach, kam die Niederlassung wieder zur Straßburger Provinz.
Im Jahr 1677 schenkte Fürstbischof Dernbach den Franziskanern den Grund für die Errichtung eines Klosters für zwölf Brüder auf dem Kreuzberg. Mit der Eröffnung des neuen Klosters dort 1692 endete die Zeit von Bischofsheim als eigenständige Niederlassung der Franziskaner. 
1807 erwarb der großherzogliche Landrichter Sartorius von den Franziskanern die alte Anlage im Ort und baute sie für Justizzwecke um. Damals wies der Komplex noch ein Refektorium, sechs Zellen, eine Hauskapelle und einen kleinen Hofraum auf. 1844 wurde das alte Gebäude schließlich abgebrochen. An seiner Stelle steht das Polizeigebäude, im Volksmund heute noch „Klösterle“ genannt.